# August Heinrich von Trott auf Solz
August Heinrich Polykarp Freiherr von Trott auf Solz zu Imshausen (* 22. März 1783 in Kassel; † 22. September 1840 in Frankfurt am Main) war ein hoher Verwaltungsbeamter des Königreichs Westphalen und später Württembergs.

## Herkunft und Ausbildung
August von Trott auf Solz zu Imshausen wurde als Sohn des hessischen Majors Rudolf Ludwig von Trott zu Solz und der Eleonore Christiane geb. von Leyser geboren. Seine Mutter verlor Trott bereits mit sechs Jahren. Die erste Erziehung erhielt er durch Hauslehrer. Nachdem er das Gymnasium zu Gotha, dem er seit 1799 angehörte, absolviert hatte, ging er 1802 an die Universität Jena, auf der er sich mehr zu philosophischen (Schelling) und literarischen Studien (Goethe) hingezogen fühlte als zur Jurisprudenz. Für diese wurde sein Interesse erst in Göttingen wach, obwohl er sich seiner eigenen Neigung nach lieber dem österreichischen Militärdienst gewidmet hätte. Um in die hessische Verwaltung überzutreten, unterzog er sich in Kassel einem Examen, ging aber zunächst nach Wetzlar an das Reichskammergericht. Sein Plan am Reichskammergericht zu bleiben, wurde durch die Auflösung des Reiches im Herbst 1806 zerstört, und seine Absicht, nun doch noch in hessische Dienste zu treten, durch das Einrücken des französischen Corps am 1. November 1806 in Kassel vereitelt. In der Folge zog er sich zunächst auf sein väterliches Gut nach Imshausen zurück.

## Dienst im Königreich Westphalen
Nach dem Frieden von Tilsit bot er seine Dienste der Regierung des neuen Königreichs Westphalen an, die ihn im Januar 1808 als Unterpräfekten nach Eschwege schickte. Hier entfaltete er eine reiche Tätigkeit, da alle Verhältnisse neu zu ordnen waren. Am 27. Januar 1809 heiratete er Elisabeth Sophie, Tochter des englisch-hannoverschen Generals von Drechsel. Sein Auftreten gegenüber dem Dörnbergschen Aufstand belohnte die Regierung mit der Beförderung zum Präfekten des Harz-Departements am 2. Juni 1809. Bereits im September desselben Jahres wurde er nach Marburg versetzt, um Stadt und Land nach dem Sternbergischen Aufstand zu beruhigen. Vier Jahre stand er an der Spitze des Werra-Departements. Nach der Völkerschlacht bei Leipzig zog er sich auf Befehl des westphälischen Königs Jérôme nach Koblenz zurück und folgte ihm auch nach Paris, wo er erst nach dem Pariser Frieden seine Entlassung forderte. — August von Trott zu Solz ist unter dem Jahr 1809 in der Matrikel der Kasseler Freimaurerloge Königlich Hieronymus Napoleon zur Treue als Mitglied eingetragen.

## Rückkehr und Haft in Deutschland
Ende Juni 1814 kehrte er nach Deutschland zurück (Heidelberg und Mannheim). Er gehörte zu den wenigen Beamten, die dem Königreich Westphalen aus Überzeugung dienten und ihrer Überzeugung treu blieben, auch als die Verbündeten das Land bereits wieder besetzt hatten; diese Treue und Anhänglichkeit an die Fremdherrschaft trugen ihm den bittersten Hass seiner Landsleute ein, und seine Versuche, sich vor dem Kurfürsten Wilhelm I. von Hessen zu rechtfertigen – er stellte sich bei der Rückkehr Napoleons von Elba der hessischen Regierung zur Verfügung und bat 1816 den Kurfürsten um eine Audienz – blieben ohne Erfolg. Der Kurfürst ließ ihn im September 1816 auf seinem Gut Imshausen verhaften und „wegen des durch seine leidenschaftliche Anhänglichkeit an das usurpatorische Gouvernement an seinem Vaterlande begangenen Verbrechens und wegen seiner Verwaltung“ anklagen. Der erste Punkt war durch den Wiener Frieden und durch den kurhessischen Amnestieerlass vom 7. Februar 1815 gegenstandslos geworden, und da auch die öffentliche Aufforderung, Beschwerden über den ehemaligen Präfekten einzureichen, ohne Erfolg blieb, konnte die Untersuchungskommission nur die Anklage wegen Verwendung öffentlicher Gelder für eigene Zwecke aufrechterhalten: Trott hatte zwei Mal größere Summen, die den Gemeinden seines Departements als Einquartierungsgelder zukamen, für sich verwendet, sie teils einem Freund geliehen, teils mit sich auf die Flucht genommen. Da beide Summen inzwischen mit allen Interessen zurückgezahlt waren, schlug die Kommission am 21. März 1817 sechs Monate Festungshaft und Verurteilung in die Kosten als ausreichende Sühne vor. Trott, der nach Beendigung der Untersuchung am 20. November 1816 aus seiner Haft in Marburg entlassen worden war, bestritt die Rechtmäßigkeit des Verfahrens, so dass der Kurfürst befahl, das Gutachten einer fremden Universität einzuholen.

## Legationsrat und Gesandter am Bundestag
Inzwischen hatte sich Trott nach Württemberg gewendet und eine Anstellung als geheimer Legationsrat im Ministerium des Auswärtigen gefunden. Auf Wunsch des Königs von Württemberg ließ der Kurfürst von Hessen 1818 die Anklage gegen Trott fallen. In Stuttgart wurde er zunächst mit der Regelung der staatsrechtlichen Verhältnisse der Standesherren und der vormals reichsunmittelbaren Ritterschaft betraut. Von 1819 bis 1820 dann nahm er an den Wiener Ministerkonferenzen teil, welche die Schlussakte feststellten. 1821 wurde er zum Staatsrat und am 1. Mai 1824 zum Gesandten am deutschen Bundestag ernannt, dessen Verhandlungen er bis zu seinem Tode beiwohnte.

## Tod
Lange Zeit kränkelnd, entwickelte sich bei ihm ein Rückenmarkleiden, das ihm nach einer 11 Monate langen vergeblichen Kaltwasserkur in Ilmenau keine Hoffnung auf Besserung mehr ließ. Er starb in Frankfurt am 22. September 1840 infolge eines „Nervenschlages“.

## Nachkommen
August Heinrich Polykarp Freiherr von Trott zu Solz war mit Elisabeth Sophie Friederike Luise Auguste von Drechsel (1785–1865) verheiratet. Aus der Ehe stammte der Sohn Bodo (1817–1887, Abgeordneter) sowie die Töchter Cäcilie (1809–1878, ⚭ Freiherr Friedrich Freiherr du Jarrys de la Roche), Amöne (1811–1830), Auguste (1813–1866, ⚭ Freiherr Maximilian Emanuel von Lerchenfeld) und Bertha (1815–1897).
Er war der Großvater von August von Trott zu Solz und Heinrich von Trott zu Solz sowie der Urgroßvater von Adam von Trott zu Solz.